# Stictoleptura pallens
Stictoleptura pallens là một loài bọ cánh cứng trong họ Cerambycidae.